# Trois-Rivières (district électoral du Canada-Uni)
Pour les articles homonymes, voir Trois-Rivières (homonymie).
Circonscription électorale provinciale du Canada
Trois-Rivières est un district électoral de l'Assemblée législative de la province du Canada.

## Liste des députés
| Années | Années      | Député                              | Affiliation       |
| ------ | ----------- | ----------------------------------- | ----------------- |
|        | 1841 - 1844 | Charles Richard Ogden               | Tory unioniste    |
|        | 1844 - 1845 | Edward Greive                       | Tory              |
|        | 1845 - 1848 | Denis-Benjamin Viger                | Canadien-français |
|        | 1848 - 1851 | Antoine Polette                     | Canadien-français |
|        | 1848 - 1851 | Antoine Polette                     | Réformiste        |
|        | 1851 - 1854 | Antoine Polette                     |                   |
|        | 1854 - 1858 | Antoine Polette                     |                   |
|        | 1858 - 1861 | William McDonell Dawson             | Conservateur      |
|        | 1861 - 1863 | Joseph-Édouard Turcotte             | Bleu              |
|        | 1863 - 1864 | Joseph-Édouard Turcotte             | Bleu              |
|        | 1865 - 1867 | Louis-Charles Boucher de Niverville | Bleu              |